# Багрей, Сергей Анатольевич
Сергей Анатольевич Багрей (род. 14 августа 1987 года) — российский волейболист, связующий.

## Биография
Родился 14 августа 1987 года.
Большую часть спортивной карьеры выступал за «Белогорье» — в 2006—2008, 2009—2011, 2013—2015, 2016—2017 и 2019—2021 годах.

## Достижения
Клуб
- Серебряный призер чемпионата России (2010, 2015)
- Бронзовый призер чемпионата России (2011, 2014)
- Обладатель Суперкубка России (2013, 2014)
- Обладатель Кубка России (2013)
- Победитель Лиги чемпионов (2014)
- Победитель клубного чемпионата мира (2014)
- Серебряный призёр клубного чемпионата мира (2015)
- Обладатель Суперкубка Кипра (2018)
- Обладатель Кубка Кипра (2018)
- Серебряный призёр чемпионата Кипра (2018)

Сборная
- Чемпион мира среди юниорских команд (2005)
- Чемпион Европы среди молодёжных команд (2006)
- Серебряный призер чемпионата мира среди молодежных команд (2007)
- Победитель всемирной Универсиады (2009, 2011)